# Sinopoda tawau
Sinopoda tawau – gatunek pająka z rodziny spachaczowatych i podrodziny Heteropodinae.

## Taksonomia
Gatunek ten opisany został po raz pierwszy w 2020 roku przez Elenę Grall i Petera Jägera na łamach „Zootaxa”. Jako miejsce typowe wskazano Tawau Hill Park na terenie malezyjskiego stanu Sabah. Epitet gatunkowy pochodzi od lokalizacji typowej.

## Morfologia
Jedyny zmierzony okaz jest samicą o ciele długości 5,8 mm przy prosomie długości 2,7 mm i szerokości 2,4 mm. U okazu przechowywanego w alkoholu karapaks jest ciemnobrązowy z żółtym paskiem wzdłuż środka i żółtymi paskami w tylnej połowie boków, szczękoczułki są rudobrązowe z ciemnobrązowymi paskami, nogogłaszczki białawożółte z elementami brązowymi, sternum żółtawobiałe z brązowymi kropkami i łatkami, odnóża białawożółto-brązowe, natomiast opistosoma (odwłok) z wierzchu brązowa z rudobrązowym pasem pośrodku i białym nakrapianiem, po bokach żółtawobiało nakrapiana, z tyłu z białą plamą, a od spodu żółtawobiała z brązowym nakrapianiem. Oczy wszystkich par są wykształcone. Szczękoczułki mają trzy zęby na krawędzi przedniej i cztery na tylnej. Genitalia samicy mają szersze niż dłuższe pole epigynalne pozbawione pasm przednich i sensillów szczeliniastych, przegrodę pośrodku szerszą niż w części odsiebnej, zlane płaty boczne z wąskim wcięciem pośrodku tylnego brzegu i długimi, lekko zakrzywionymi brzegami przednio-bocznymi oraz S-kształtne w widoku bocznym, w tylnych częściach szersze od umieszczonych brzusznie względem nich wyrostków gruczołowych spermateki.

## Rozprzestrzenienie
Pająk orientalny, endemiczny dla Borneo, znany tylko z lokalizacji typowej na terenie stanu Sabah. Odnaleziony został na wysokości 330 m n.p.m.